# Софі Рейн
Софі Рейн (англ. Sophie Rain; 22 вересня 2004, Маямі, Флорида, США) — американська інтернет-знаменитість. Після звільнення з роботи офіціанткою вона створила особистий обліковий запис на OnlyFans. Вона стала вірусною наприкінці 2024 року після оголошення про свої доходи на платформі. У грудні 2024 року вона стала співзасновницею «Bop House», який порівнювали з «The Hype House» та «Playboy Mansion». Вона рекламує свій контент, заснований на її християнстві та цноті, і з'являлася в контенті NLE Choppa.

## Життя і кар'єра
Рейн народилася 22 вересня 2004 року та мешкає в Маямі. Її батько — білий, а мати — філіппінка. Вона відвідувала церкву в Тампі, штат Флорида, і в дитинстві жила на продуктові талони. Рейн влаштувалася на роботу офіціанткою у сімейний ресторан з мінімальною зарплатою, але її звільнили. Однак тим часом вона досягла успіху в соціальних мережах, а після втрати роботи за порадою друзів створила обліковий запис OnlyFans. Вона також почала створювати контент разом із Сієрою Рейн, ще одною творчинею контенту зі схожою зовнішністю. Вона використовує нікнейм «SophieRaiin» у своїх соціальних мережах. В інтерв'ю вона заявила, що її контент на OnlyFans був сольним, і що вона — християнка та незаймана, а в інтерв'ю у грудні 2024 року — що вона звернулася до своєї місцевої церкви, коли вони пропонували онлайн-служби.
Наприкінці червня 2024 року вона та NLE Choppa опублікували два відео в TikTok, у яких вони синхронізували губи з піснею Choppa «Slut Me Out 2»; до 10 липня пару переглянули 27 200 000 разів. До Дня подяки 2024 року за доступ до свого акаунту вона вже правила 10$/місяць. У листопаді того ж року вона завантажила фотографію своєї інформаційної панелі OnlyFans, де зазначила, що за перший рік на платформі заробила 43 мільйони доларів. Вона стала вірусною, а Домінік Хайнс з «Evening Standard» приписала її успіх її «нетрадиційній зовнішності, стрункій дорослій фігурі з обличчям неповнолітньої дівчинки». Наступного місяця їй стали приписувати романтичні стосунки з NLE Choppa та Адіном Россом. Вона також заявила, що не рекомендує іншим звільнятися з роботи, щоб піти за нею в цю галузь, оскільки «ця кар'єра не є сонячною та веселковою 24/7, і якщо ви не досягнете успіху, вона того не варте». З іншого боку, вона побажала «усіх успіхів» жінкам, які вже працюють у цій галузі. У лютому 2025 року вона завантажила ще один скріншот, на якому зазначила, що отримала 63 мільйони доларів валового прибутку та майже 51 мільйон доларів чистого прибутку.
12 грудня 2024 року Рейн разом із колегою-кріейторкою контенту для OnlyFans Айшею Софі заснували «Bop House» у Форт-Лодердейлі, де пара та інші творці контенту — Камілла Араужо, Саммер Ксіріс, Джулія Філіппо, Аліна Роуз, Ава Рейєс та Джой Мей, жили разом та брали участь у створенні контенту OnlyFans одна одної. Колектив отримав свою назву від «baddie on point» (лиходій у центрі уваги) — сленгового терміну покоління Z, який, іноді зневажливо, використовується для позначення людей, які заробляли гроші на своєму тілі. Його перші вісім творців разом мали понад 33 мільйони підписників у TikTok; станом на 7 січня 2025 року колектив мав 1 300 000 підписників. Документуючи будинок, Ребекка Мітчелл з Elle порівняла його з «The Hype House» та «Team 10» Джейка Пола, тоді як Кайл Філліппі з «Vice» описав його як «сучасний, тіктофікований „Playboy Mansion“, повний моделей OnlyFans [без] жодних старих чоловіків у шовкових халатах». У подкасті The Blessing обговорювалося, чи заохочували «Bop House» та подібні акаунти своїх підписників ставати творцями контенту для дорослих, і чи відкрита цнота та християнство Рейн заохочували інтерес до жінок, які були незайманими. Крім того, деякі критикували мешканців будинку за те, що вони просували себе в TikTok та Instagram, оскільки ці сайти були доступні дітям, і спрямовували трафік на OnlyFans. У лютому 2025 року спецпідрозділу SWAT довелося затримати грабіжника. Того місяця будинок співпрацював з Пайпер Рокелл, хоча їхні публікації пізніше були видалені; станом на травень Рейн завантажила відео з нею.